# Rivière de l'Écluse
Rivière de l'Écluse är ett vattendrag i Kanada.   Det ligger i provinsen Québec, i den östra delen av landet, 500 km nordost om huvudstaden Ottawa. Rivière de l'Écluse ligger vid sjön Lac Wendigo.
I omgivningarna runt Rivière de l'Écluse växer i huvudsak blandskog. Trakten runt Rivière de l'Écluse är nära nog obefolkad, med mindre än två invånare per kvadratkilometer.